# Esben Albrectsen
Esben Albrectsen (født 1937) er en dansk historiker og lektor emeritus i historie ved Københavns Universitet. Han har i særlig grad beskæftiget sig med middelalderen.
Albrectsen blev klassisk sproglig student fra Odense Katedralskole 1956, studerede historie og latin ved Århus og Københavns Universiteter og blev cand. mag. i disse fag 1964. 1964-67 var han arkivar ved Rigsarkivet, fra 1967 amanuensis ved Historisk Institut (nu Saxo-instituttet), Københavns Universitet, og 1971-2004 lektor sst. Dr. phil. 1982.
Han har deltaget i bedømmelse og officiel opposition ved et antal doktordisputatser her i landet og i  Norge og sammen med Hans Kirchhoff redigeret Historisk Tidsskrift 1982-89. Andre hverv har været bestyrelsesarbejde i historiske selskaber (Den danske historiske Forening, Det kongelige danske Selskab for Fædrelandets Historie m.fl.) og i Det danske Sprog- og Litteraturselskab. Her knyttedes han til udgivelsen af  Diplomatarium Danicum og Danmarks Riges Breve og var 1993-2015 i tilsynet ved disse værker. Fokus for hans forskning har været Danmarks Forhold til Slesvig og Holsten, Norge og Sverige i senmiddelalderen. En række afhandlinger angår Sønderjylland. Titlen på hans doktordisputats  var Herredømmet over Sønderjylland 1375-1404. Studier over Hertugdømmets lensforhold og indre opbygning på dronning Margrethes tid (1981). Siden udvikledes et nordisk perspektiv i hans forfatterskab med værkerne Danmark-Norge 1380-1814. Fællesskabet bliver til 1380-1536 (1997) og Dansk Udenrigspolitiks historie bd. 1, 700 – 1523 (2001).  Senest har han bidraget med et kapitel i Dansk Sproghistorie bd. 1 om forholdet mellem sprog og identitet gennem tiderne.

## Udvalgt bibliografi

### Danmarks historie
- Konger og Krige 700-1648. Dansk Udenrigspolitiks Historie, bd. 1. (red.) Carsten Due-Nielsen, Ole Feldbæk og Nikolai Petersen. Kbh. 2001, s. 1-215.
- Harald Blåtand og Danmark. Struktur og Funktion. Festskrift til Erling Ladewig Pedersen, Odense 1994, s. 17-26.
- Holstenervældet på Fyn i det 14. århundrede, Fynske Minder, Odense 1974, s. 189-207.

### Slesvig og Holsten
- Den holstenske adels indvandring i Sønderjylland i det 13. og 14. århundrede. Historisk Tidsskrift, bd. 74, 1974, s. 81-152.
- Herredømmet over Sønderjylland 1375-1404. Studier over Hertugdømmets lensforhold og indre opbygning. 366 s. Disputats. Kbh. 1981.
- Constitutio Valdemariana i 1448. Kongemagt og Samfund i Middelalderen. Festskrift til Erik Ulsig på 60-årsdagen 13. februar 1988. Århus 1988, s. 223-38.
- Var Sønderjylland i middelalderen en del af Danmarks rige? Historisk Tidsskrift, bd. 88, 1988, s. 1-17.
- Abelslægten og de schauenburgske hertuger. Carsten Porskrog Rasmussen, Inge Adriansen & Lennart S. Madsen (red.): De slesvigske hertuger, Aabenraa 2005, s. 23-44.
- Über die rechtliche Stellung des Herzugtums Schleswig im Spätmittelalter. Werner Paravicini unter Mitwirkung von Frank Lubowitz und Henning Unverhau (Hrsg.): Mare Balticum. Beiträge zur Geschichte des Ostseeraums im Mittelalter und Neuzeit. Festschrift zum 65. Geburtstag von Erich Hoffmann, 1992, 155-64.
- Nogle betragtninger over statsret og politik i senmiddelalderen. Per Ingesman og Jens Villiam Jensen (red.): Danmark i Senmiddelalderen. Århus 1994, s. 182-195.

### Nordens historie
- Danmark-Norge 1380-1814. Fællesskabet bliver til. Bind 1 1380-1536. 402 s. København og Oslo 1997.
- Kalmarunionen. Henrik Nissen (red.): Nordens Historie 1397-1997. 10 essays, København 1997, s. 11-37.
- Danmark, Norge og Hertugdømmerne [Afskedsforelæsning]. 1066, 35. årgang nr. 2, 2005, s. 25-36.
- Slesvig-Holsten og Konglomeratstaten. Steinar Imsen (red.): Grenser og grannelag i Nordens historie. Oslo 2005, s. 34-50.

### Dansk identitet
- Sprog og identitet. Ebba Hjorth m.fl. (red.): Dansk Sproghistorie. Dansk tager form, bd. 1, Kbh. 2016, s. 85-123.

### Anmeldelser
- Nanna Damsholt: Kvindebilledet i dansk Højmiddelalder, Historisk Tidsskrift, bd. 86, 1986.
- Aksel E. Christensen: Kalmarunionen og nordisk politik 1319-1439, Historisk Tidsskrift bd. 83, 1983, s. 245-48.
- Niels Lund: Lid, leding og landeværn. Hær og samfund i Danmark i ældre middelalder, Historisk Tidsskrift, bd. 98, 1998, s. 395-401.
- Bjørn Poulsen: Land-By-Marked. To økonomiske landskaber i 1400-tallets Slesvig. Historisk Tidsskrift, bd. 89, 1988, s. 359-67.
- Eldbjørg Haug: Provincia Nidrosiensis i dronning Margrethes unions- og maktpolitik. Historisk Tidsskrift, bd. 97, 1997, s. 634-37.
- Magne Njåstad: Grenser for makt. Konflikter og konfliktløsing mellom lokalsamfunn og øvrighed ca 1300-1540. (norsk) Historisk Tidsskrift, bd. 84, 2005, 648-56.
- Anders Bøgh: Sejren i kvindens hånd. Kampen om magten i Norden ca. 1365-89. Historisk Tidsskrift, bd. 105, 2005, s. 261-70.
- Steinar Imsen (red.): Rex Insularum. The King of Norway and his 'Skattlands' as a Political System c. 1260 - c. 1450. Historisk Tidsskrift, bd. 116, s. 538-44.

### På internettet
- "Den holstenske adels indvandring i Sønderjylland i det 13.-14. århundrede" (Historisk Tidsskrift, 13. række, Bind 1; 1974, s. 81-152) Arkiveret 17. marts 2012 hos  Wayback Machine
- "Var Sønderjylland i middelalderen en del af Danmarks rige?" (Historisk Tidsskrift 88:1; 1988, s. 1-17) Arkiveret 17. marts 2012 hos  Wayback Machine